# Epicauta chalybea
Epicauta chalybea es una especie de coleóptero de la familia Meloidae.

## Distribución geográfica
Habita en Angola.